# Сориано-Калабро
Сориано-Калабро (итал. Soriano Calabro) — коммуна в Италии, располагается в регионе Калабрия, подчиняется административному центру Вибо-Валентия.
Население составляет 3068 человек, плотность населения составляет 205 чел./км². Занимает площадь 15 км². Почтовый индекс — 88017. Телефонный код — 0963.
Покровителем коммуны почитается святитель Мартин Турский, празднование 11 ноября.